# NGC 432
NGC 432 (również PGC 4290) – galaktyka eliptyczna (E-S0), znajdująca się w gwiazdozbiorze Tukana. Odkrył ją John Herschel 6 października 1834 roku.